# Cosor

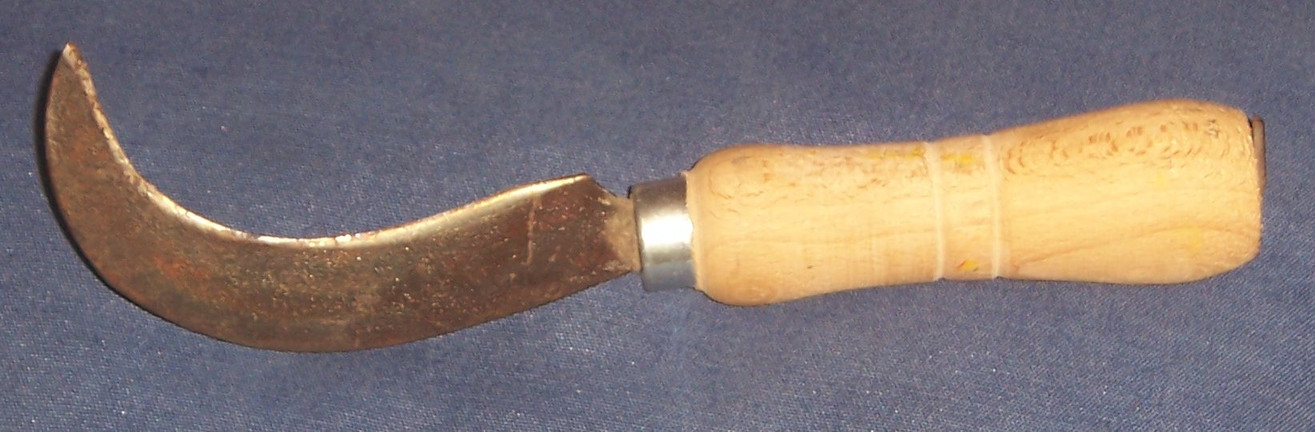
Cosor

Cosorul este un cuțit scurt, cu vârful curbat, folosit în viticultură și pomicultură pentru tăierea de material lemnos cum ar fi tufe și ramuri. Este foarte răspândit în regiunile viticole ale Europei.

## Legături externe
- en Billhooks.co.uk, the home page of 'A Load of Old Billhooks' - includes information on French billhooks - 10/01/2010 - back on line
- en Dartford Town Archive[nefuncțională – arhivă]
 includes a picture of the Iron Age "Hulbury Billhook" - this type of tool is still found today in Morocco
- en 1911 catalogue of the Leborgne company - link updated to the new website
- en 1920's catalogue of the Leborgne company in France
- en Catalogue of French manufacturer Maxime LeLoup c 1920's
- en Catalogues from British manufacturers